# Jedi Engine
Il Jedi Engine è un motore grafico per videogiochi sviluppato dalla LucasArts.

## Caratteristiche
È stato suggerito che il motore Jedi era derivato da quello di Doom, e che venne ottenuto anche grazie ad un processo di reingegnerizzazione di quest'ultimo; in realtà lo Jedi engine mostrò molte caratteristiche differenti rispetto al Doom engine, come la possibilità di guardare su e giù, di avere stanze sopra altre stanze, oggetti poligonali movibili e un effetto "nebbia", risultando così più simile al Build Engine di Duke Nukem 3D. Fu usato in due soli titoli, Star Wars: Dark Forces e Outlaws.
Il sequel di Star Wars: Dark Forces, Star Wars Jedi Knight: Dark Forces II, utilizzò il Sith Engine.